# ザーパド大隊
ザーパド大隊（батальон "Запад"）は、チェチェン共和国に駐屯するロシア連邦軍第42自動車化狙撃師団に配属されていた特殊任務大隊。ザーパド（ロシア語で「西」）の名称は、同大隊の担当地域にちなんでいる。

## 概要
ロシア連邦軍の系統としては、スペツナズに属し、ロシア連邦軍参謀本部情報総局（GRU）の統制も受けている。
総員は、2005年1月当時で3144人。他のチェチェン人特殊部隊と異なり、大隊長サイード＝マゴメド・カキエフ中佐を始めとする隊員は、第1次チェチェン戦争以前から連邦派であり、元独立派の入隊は認められていなかった。

## 歴史

### 前史
18世紀末～19世紀初めにかけて、ナドテレチヌイ地区ケニ・ユルト村には、反ボリシェヴィキで、ロシア王党派、イスラム教スーフィー教団派に属するデニ・アルサノフ（1851年 - 1917年）が住んでいた。彼は、ロシア構成下での北カフカーズの存在と、ロシア人との共存を主張していた。彼の死後、次男のバハウディン・アルサノフが教団を継ぎ、1930～1940年代、反ソ闘争を展開した。
これらの歴史的経緯により、ナドテレチヌイ地区のチェチェン人は、他の地区のチェチェン人とは異なる対ロシア人感情を有しており、後のチェチェン戦争での彼らの行動に大きな影響を及ぼしている。

### チェチェン戦争
ザーパド大隊の前身は、1990年代初めにサイード=マゴメド・カキエフが創設した反ドゥダエフ派の武装部隊である。1993～1994年、この部隊は、親露派であったナドテレチヌイ地区（チェチェン北西部）長ウマル・アウトゥルハノフに従属し、独立派との戦闘に積極的に参加した。
1994年11月、野党勢力によるグロズヌイ襲撃は失敗に終わったが、カキエフの部隊の活躍は、ロシア連邦軍の目に止まり、以来、GRUの支援を受けられるようになった。
第1次チェチェン戦争時、同部隊は、連邦軍側で戦った。1996年8月、独立派によるグロズヌイ襲撃時、同部隊は多くのベテランを失った（約30人）。1996年8月のハサヴユルト合意後、カキエフと連邦派は、チェチェンを離れた。1999年秋の第2次チェチェン戦争開始後、彼らは帰国した。
1999年末、カキエフの部隊から、第2次チェチェン戦争後最初の親露派チェチェン人部隊である第42自動車化狙撃師団特殊任務中隊が編成された。同中隊には、カキエフ自身の外、ナドテレチヌイ地区出身者、並びに親露派の元軍人・民警（警察官）が入った。2003年11月、中隊はザーパド大隊に改編された。

## 活動
ザーパド大隊は、グロズヌイ市に駐屯し、チェチェン西部（シャトイ、イトゥム・カリンスキー地区）で活動している。2004年3月、独立派野戦指揮官ルスラン・ゲラエフ殺害において、同大隊は重要な役割を果たしたとされる。
また、グルジア側の主張によれば、GRUの任務として、国境を越えてグルジアで諜報活動を行っているともいう。
ザーパド大隊は、カキエフがラムザン・カディロフら一族との政争に破れた2008年に解散させられた。カキエフ自身は2007年に大隊長を辞任していたが、後任のスリム・ヤマダエフは翌2009年に殺害されている。